# 白粉褶蕈属
白粉褶蕈属（学名：Alboleptonia）是粉褶菌科下的一个属。

## 下属物种
本属包括以下物种：
- 绢白粉褶蕈 Alboleptonia sericella
- 尖顶白粉褶蕈 Alboleptonia stylophora